# 織田重成
織田 重成 / 島 重成（おだ しげなり / しま しげなり）は、安土桃山時代（戦国時代）から江戸時代にかけての武将。通称は角右衛門。重成流織田家初代。

## 略歴
織田重成は、安土桃山時代ごろに織田信和の次男として生まれる。島角右衛門を名乗ったが、実名は織田姓である。初めから島姓を称しているため、信和が島姓を自称した後で信和が戦死した文禄の役以前に生まれたとされる。また、重成の「重」の字は父の別名である信重からの偏諱とみられ、以降の代では通字となっている。
天正20年（1592年）、豊臣秀吉による朝鮮への出兵命令が出されると、父の信和と兄の織田信直が長谷川秀一軍に従軍して朝鮮へ向かった。重成が朝鮮へ出陣したのかなどは分かっていない。しかし、この朝鮮出兵で信直が病死した際、信和は甥の織田信由を養子にとっているため、まだ重成は元服していなかったと考えられている。また、信直の病死後に信和も戦死している。
慶長19 / 20年（1614年 / 1615年）の大坂の陣にも参陣したとされるが詳細は不詳。後に阿波国で徳島藩の蜂須賀家に仕え、重成流織田家の初代となった。山田伯耆守の妹を妻に迎え、二男五女をもうけた。次男の尾川孫左衛門は家老となった。
万治4年（1661年）3月29日、病気が原因で死去する。

## 系譜
- 曾祖父：織田與次郎信康
- 祖父：織田掃部頭信正
- 父：織田又左衛門信和
- 母：不詳
- 妻：山田伯耆守某妹
  - 長女：折下角左衛門正氏室
  - 次女：堀直右衛門信亞室
  - 嫡男：織田角右衛門重邦
  - 三女：棚橋六左衛門安貞室
  - 四女：岡本又左衛門某室
  - 五女：山川加賀右衛門三成室
  - 次男：尾川孫左衛門